# Nikolaj Ožogin
Nikolaj Ožogin (rusky Николай Ожёгин) nebo (anglicky Nikolay Оzhegin) (* 4. května 1971 v Sovětském svazu) je bývalý ruský zápasník – judista.

## Sportovní kariéra
Narodil se v dnešním v Kazachstánu. Připravoval se v Ťumeni pod vedením Alexandra Guseva. V ruské seniorské reprezentaci se pohyboval od roku 1992, ale na pozici reprezentační jedničky se prosadil až v roce 1995. V témže roce se stal nečekaným mistrem světa. V roce 1996 patřil k velkým favoritům olympijských her v Atlantě, ale ve druhém kole narazil na tehdy neznámého Japonce Tadahiro Nomuru. První polovinu zápasu měl pod kontrolou a dlouho držel vedení na yuko, jenže v poslední minutě mu viditelně došly síly čehož Nomara využil v posledních sekundách vítěznou technikou za wazari. Z oprav se mu podařilo dostat do boje o třetí místo, ale v zápase s Němcem Richardem Trautmannem nestačil v boji na zemi a po juji-gatame vzdal, obsadil 5. místo. Sportovní kariéru ukončil po nevydařené kvalifikaci na olympijské hry v Sydney v roce 2000.

### Vítězství
- 1995 - 1x světový pohár (Moskva)
- 1996 - 1x světový pohár (Moskva)
- 1998 - 1x světový pohár (Moskva)

## Výsledky
| Turnaj             | Sovětský svaz   | Sovětský svaz   | Rusko           | Rusko           | Rusko           | Rusko           | Rusko           | Rusko           | Rusko           |  |
| Turnaj             | 1990            | 1991            | 1992            | 1993            | 1994            | 1995            | 1996            | 1997            | 1998            |  |
| Turnaj             | 19              | 20              | 21              | 22              | 23              | 24              | 25              | 26              | 27              |  |
| Turnaj             | superlehká váha | superlehká váha | superlehká váha | superlehká váha | superlehká váha | superlehká váha | superlehká váha | superlehká váha | superlehká váha |  |
| ------------------ | --------------- | --------------- | --------------- | --------------- | --------------- | --------------- | --------------- | --------------- | --------------- |  |
| Olympijské hry     |                 |                 | —               |                 |                 |                 | 5.              |                 |                 |  |
| Mistrovství světa  |                 | —               |                 | —               | —               | 1.              |                 | 7.              |                 |  |
| Mistrovství Evropy | —               | —               | —               | —               | —               | úč.             | 5.              | —               | 5.              |  |
| MS juniorů         | 1.              |                 |                 |                 |                 |                 |                 |                 |                 |  |
| ME juniorů         | 2.              | —               |                 |                 |                 |                 |                 |                 |                 |  |